# Kaltumformung
Kaltumformung ist das plastische Umformen von Metallen unterhalb der Rekristallisationstemperatur. Durch die dabei auftretende Verfestigung steigt die Werkstofffestigkeit an. Wenn die Festigkeitssteigerung unerwünscht ist, kann sie durch Rekristallisationsglühen wieder abgebaut werden. Die Kaltumformung wird vor allem dann angewendet, wenn enge Maßtoleranzen und gute Oberflächeneigenschaften gewünscht sind, oder um gezielt die Festigkeit der Werkstoffe zu erhöhen.
Für die Kaltumformung ist die unterdrückte Rekristallisation charakteristisch. Dazu muss die Rekristallisationstemperatur unterschritten werden. Diese ist etwa bei 40–50 % der absoluten Schmelztemperatur und hängt vom Material und dem aufgebrachten Umformgrad ab. Somit ist streng genommen die Umformung von Blei bei Raumtemperatur eine Warmumformung, obwohl das im täglichen Umgang nicht so bezeichnet wird.
Auch wenn die physikalischen Vorgänge dieselben sind, wird von manchen Autoren zwischen Ver- und Umformung unterschieden:
- Verformung als eine ungezielte plastische Formänderung (z. B. beim Aufprall eines Automobils)
- Umformung als eine gezielte plastische Formänderung bei einem Fertigungsverfahren

## Vergleich mit Warmumformen
| Kaltumformen - Arbeitstemperatur unterhalb der Rekristallisationstemperatur - Enge Maßtoleranzen möglich - Kein Verzundern der Oberfläche - Erhöhung der Festigkeit und Verringerung der Duktilität, d. h. Bruchdehnung (Kaltverfestigung) - Duktile Stoffe sind gut kalt formbar, z. B. durch Tiefziehen, Biegen oder Recken. | Warmumformen - Arbeitstemperatur oberhalb der Rekristallisationstemperatur - Große Umformbarkeit der Werkstoffe - Geringe Umformkräfte - Geringe Änderung von Festigkeit und Bruchdehnung am umgeformten Werkstoff |

## Kaltverfestigung
Da sich durch plastische Verformung in Metallen die Versetzungsdichte erhöht (auf bis zu {\displaystyle 10^{14}\,\mathrm {m} ^{-2}}), steigt die Wahrscheinlichkeit, dass sich Versetzungen bei ihrer Bewegung gegenseitig einschränken und behindern. Entsprechend ist zur Weiterverformung eine größere Spannung notwendig, was sich in einer Zunahme von Dehngrenze und Festigkeit bemerkbar macht. Die beschriebene Verfestigung geht mit einer erhöhten Sprödigkeit bzw. einer verringerten Duktilität einher. Zusätzlich nimmt auch die Korrosionsbeständigkeit und elektrische Leitfähigkeit in kaltverfestigten Bereichen des Werkstoffs ab.
Dieser Effekt kann ausgenutzt werden, um die Festigkeit eines Werkstoffs durch geringe Vorverformung, z. B. durch Walzen oder Ziehen, zu erhöhen. So lässt sich die Festigkeit bei Aluminiumlegierungen ungefähr verdoppeln. Die beispielsweise beim Biegen von Kupferrohr eintretende Verfestigung verhindert ab einem gewissen Punkt eine weitere Verformung. Um das Rohr wieder zu erweichen, erhitzen Heizungsinstallateure es mit der Gasflamme.
Die Verfestigung tritt nur bei Werkstoffen mit höheren Schmelzpunkten auf. Blei, Zinn und Zink lassen sich nicht kalt verfestigen. Der Grad der Verfestigung ist proportional zum Verformungsgrad {\displaystyle \varepsilon }:
{\displaystyle \varepsilon ={\frac {{\text{Querschnittsänderung }}\Delta A}{{\text{Ausgangsquerschnitt }}A_{0}}}\cdot 100\%}

## Zugversuch
Die Verfestigung sorgt dafür, dass die Fließkurve eines Metalls im plastischen Bereich ansteigt. Wird das Material nach der plastischen Verformung entlastet, so folgt die Spannungs-Dehnungs-Kurve einer zur elastischen Geraden parallelen Linie. Bei erneuter Belastung ist die Fließgrenze {\displaystyle \sigma _{v}} heraufgesetzt um:
{\displaystyle \Delta \sigma _{v}=k_{v}\cdot M\cdot G\cdot b{\sqrt {\rho }}}
Hierbei ist
- {\displaystyle k_{v}} der Vorfaktor für Verformungsverfestigung (normalerweise {\displaystyle k_{v}\approx 0{,}1\dots 0{,}2})
- {\displaystyle M} der Taylor-Faktor
- {\displaystyle G} der Schubmodul
- {\displaystyle b} der Betrag des Burgersvektor
- {\displaystyle \rho } die Versetzungsdichte.

Bei o. g. erneutem Belasten läuft die Spannungs-Dehnungs-Kurve idealerweise auf derselben Gerade wie bei der vorangegangenen Entlastung. Die Dehnung bis zur Einschnürung bzw. bis zum Bruch ist entsprechend verringert, d. h., das Material hat deutlich an Duktilität verloren. Daher eignet sich die Kaltumformung nur für duktile Werkstoffe.

## Folgen
Die durch Kaltumformung (Kaltwalzen, Tiefziehen, Biegen, Treiben, Fließpressen, Dengeln oder auch Hämmern und Kugelstrahlen) hervorgerufenen Versetzungen und Eigenspannungen führen neben der Erhöhung der Härte und der Streckgrenze auch zu veränderten elektrischen und magnetischen Eigenschaften: Die elektrische Leitfähigkeit und die Anfangspermeabilität verringern sich, und bei Stahl kann eine Dauermagnetisierung entstehen. Auf diese Weise können sich überlastete Werkzeuge (z. B. Spiralbohrer) spontan magnetisieren.
Kaltverfestigung ist oft erwünscht und erhöht z. B. die Standzeit einer Sense durch Dengeln. Gezielt eingebrachte oberflächliche Druckspannungen führen beim Kugelstrahlen zu einer hohen Härte und verbesserten Dauerfestigkeit, da Zugspannungen in das darunterliegende Material verlagert werden und sich so keine Anrisse bilden können.
Die Kaltverfestigung ist speziell bei Kupfer sehr ausgeprägt. Kupferdraht und -rohre werden hart, halbhart oder weich angeboten. Der Draht wird in mehreren Stufen kalt gezogen und ist anschließend kaltverfestigt (hart). Er wird meist geglüht weiterverarbeitet oder ausgeliefert. Die harten Rohre kann der Installateur durch Erwärmung mit der Gasflamme lokal wieder erweichen. Beim Biegen verfestigen sie sich erneut.

## Kaltumformprozesse
- Drücken
- Tiefziehen
- Rundkneten
- Gummikissen-Pressen
- Taumeln (Fertigungsverfahren)